# Melica tangutorum
Melica tangutorum är en gräsart som beskrevs av Nikolai Nikolaievich Tzvelev. Melica tangutorum ingår i släktet slokar, och familjen gräs. Inga underarter finns listade i Catalogue of Life.